# طوق البنات (الجزء الأول)
هو الجزء الأول من المسلسل السوري طوق البنات (مسلسل) عرض أول مرة في 29 يونيو 2014 وعرض الجزء الثاني في 2015 وهو متمم للجزء الأول وعرض الجزء الثالث في 2016 وهو متمم للجزء الأول والثاني .

## القصة
في فترة الاحتلال الفرنسي لـ(سوريا) ، (طوق البنات) هو الطوق الذي اشتراه والد الفتيات لابنته الصغيرة (وش السعد) ، وفي لحظة انتقام من والد البنات، يقدم أحدهم على خطف (وش السعد) ، بعد أن يعتقد أن والدهم يتعامل مع المحتل الفرنسي، يُقتل من خطفها قبل أن يخبر والدته أو أي شخص عن هوية المخطوفة، وتموت معه الحقيقة، وتعيش البنت في بيت غريب وكأنها ابنتهم، إلا أن من يقوم برعايتها يقع في حبها . في خط درامي آخر، تقوم سلطات الاحتلال بإيفاد الكولونيل (فرانس) المعروف بقسوته لـ(سوريا) بهدف قمع حركات التمرد، وتتبدل أحواله مع اختلاطه بالأهالي، ومع وقوعه في حب (مريم) ، ابنة أحد ألد أعدائه .

## بطولة
رشيد عساف (أبو طالب/نور الدين القنواتي)
مهيار خضور (الكولونيل فرانس)
ديمة قندلفت (كاميليا)
تاج حيدر (مريم)
منى واصف (أم العباس)
فاديا خطاب (ام حسان)
يامن حجلي (أبو العباس/حمزة الجابري)
هيا مرعشلي(مال الشام)
روعة السعدي (صالحة)
ليلى جبر  (أم طالب)
علي كريم  (أبو مرعي)
حسام تحسين بيك (أبو خضر)
وسيم الرحبي (محسن)